# Молодіжна збірна Великої Британії з хокею із шайбою
Молодіжна збірна Великої Британії з хокею із шайбою (англ. Great Britain men's national junior ice hockey team) — національна молодіжна команда Великої Британії, складена з гравців віком не більше 20 років, що представляє країну на міжнародних змаганнях з хокею із шайбою. Опікується Британською хокейною асоціацією, яка стала одним із засновників Міжнародної федерації хокею із шайбою (ІІХФ) у 1908 році.

## Результати на чемпіонатах світу
- 1984 – Закінчили на 6-му місці (Група «C»)
- 1985 – Закінчили на 5-му місці (Група «C»)
- 1986 – Закінчили на 3-му місці (Група «С»)
- 1987 – Закінчили на 3-му місці (Група «C»)
- 1988 – Закінчили на 4-му місці (Група «C»)
- 1989 – Закінчили на 4-му місці (Група «C»)
- 1990 – Закінчили на 6-му місці (Група «C»)
- 1991 – Закінчили на 4-му місці (Група «C»)
- 1992 – Закінчили на 3-му місці (Група «С»)
- 1993 – Закінчили на 5-му місці (Група «C»)
- 1994 – Закінчили на 4-му місці (Група «C»)
- 1995 – Закінчили на 8-му місці (Група «C1»)
- 1996 – Закінчили на 5-му місці (Група «C»)
- 1997 – Закінчили на 4-му місці (Група «C»)
- 1998 – Закінчили на 7-му місці (Група «C»)
- 1999 – Закінчили на 7-му місці (Група «C»)
- 2000 – Закінчили на 3-му місці (Група «C»)
- 2001 – Закінчили на 5-му місці (Дивізіон II)
- 2002 – Закінчили на 5-му місці (Дивізіон II)
- 2003 – Закінчили на 2-му місці (Дивізіон II Група «А»)
- 2004 – Закінчили на 1-му місці (Дивізіон II Група «В»)
- 2005 – Закінчили на 6-му місці (Дивізіон І Група «А»)
- 2006 – Закінчили на 1-му місці (Дивізіон II Група «А»)
- 2007 – Закінчили на 3-му місці (Дивізіон І Група «В»)
- 2008 – Закінчили на 6-му місці (Дивізіон І Група «В»)
- 2009 – Закінчили на 2-му місці (Дивізіон II Група «В»)
- 2010 – Закінчили на 1-му місці (Дивізіон II Група «А»)
- 2011 – Закінчили на 3-му місці (Дивізіон І Група «А»)
- 2012 – Закінчили на 3-му місці (Дивізіон І Група «А»)
- 2013 – Закінчили на 5-му місці (Дивізіон І Група «В»)
- 2014 – Дискваліфікація (Дивізіон І Група «В»)
- 2015 – Закінчили на 1-му місці (Дивізіон II Група «А»)
- 2016 – Закінчили на 3-му місці (Дивізіон II Група «А»)
- 2017 – Закінчили на 6-му місці (Дивізіон І Група «В»)
- 2018 – Закінчили на 3-му місці (Дивізіон II Група «А»)
- 2019 – Закінчили на 3-му місці (Дивізіон II Група «А»)
- 2020 – Закінчили на 2-му місці (Дивізіон II Група «А»)
- 2021 – Турніри дивізіонів I, II та III скасовано через пандемію COVID 19.
- 2022 – Закінчили на 3-му місці (Дивізіон II Група «А»)
- 2023 – Закінчили на 2-му місці (Дивізіон II Група «A»)
- 2024 – Закінчили на 3-му місці (Дивізіон II Група «А»)
- 2025 – Закінчили на 4-му місці (Дивізіон II Група «А»)